# Blijf geloven
Blijf geloven is een lied van de Nederlandse rapper Kevin. Het werd in 2021 als single uitgebracht.

## Achtergrond
Blijf geloven is geschreven door Carlos Vrolijk, Kevin de Gier, Rushan West en Sadboi en geproduceerd door Project Money. Het is een lied uit het genre nederhop. Net als voorgaande hitsingle Fisherman is de rap Blijf geloven via een slowflow principe gezongen. In de videoclip, die voor een groot gedeelte in een stuk achter elkaar is opgenomen, is de rapper te zien samen met begeleidende band. Het lied werd uitgebracht als onderdeel van de Mascotte Masters sessies, een serie aan nummers van rapartiesten die een nummer maakten en die koppelden aan hun eigen limited edition vloeipapier van Mascotte.

## Hitnoteringen
De rapper had verschillend succes met het lied in Nederland. Het piekte op de 23e plaats van de Single Top 100 en stond drie weken in deze hitlijsten. De Top 40 werd niet bereikt; het lied bleef steken op de zestiende plaats van de Tipparade.